# Дуб черещатий № 2
Ботанічна пам'ятка природи місцевого значення «Дуб черещатий №2» (втрачений) був оголошений  рішенням Запорізького облвиконкому №533 від 12.12.1979 року у Старобердянському лісництві (Мелітопольський район, Запорізька область). Площа – 0,01 га.
24 грудня 2002 року Запорізька обласна рада ухвалила рішення №12 «Про внесення змін  і доповнень до  природно-заповідного фонду області», яким було ліквідовано 41 об'єкт ПЗФ. 
Скасування статусу відбулось у зв'язку із входженням пам'ятки до новоствореного ландшафтного заказника «Старобердянський».
На території заказників окремі дерева не мають охоронного статусу, відтак скасування індивідуального статусу пам'ятки ставить її подальше збереження під загрозу.